# Axionice mirabilis
Axionice mirabilis är en ringmaskart som först beskrevs av McIntosh 1885.  Axionice mirabilis ingår i släktet Axionice och familjen Terebellidae. Inga underarter finns listade i Catalogue of Life.